# Heteracris leani
Heteracris leani är en insektsart som först beskrevs av Boris Petrovich Uvarov 1941.  Heteracris leani ingår i släktet Heteracris och familjen gräshoppor. Inga underarter finns listade i Catalogue of Life.

## Bildgalleri

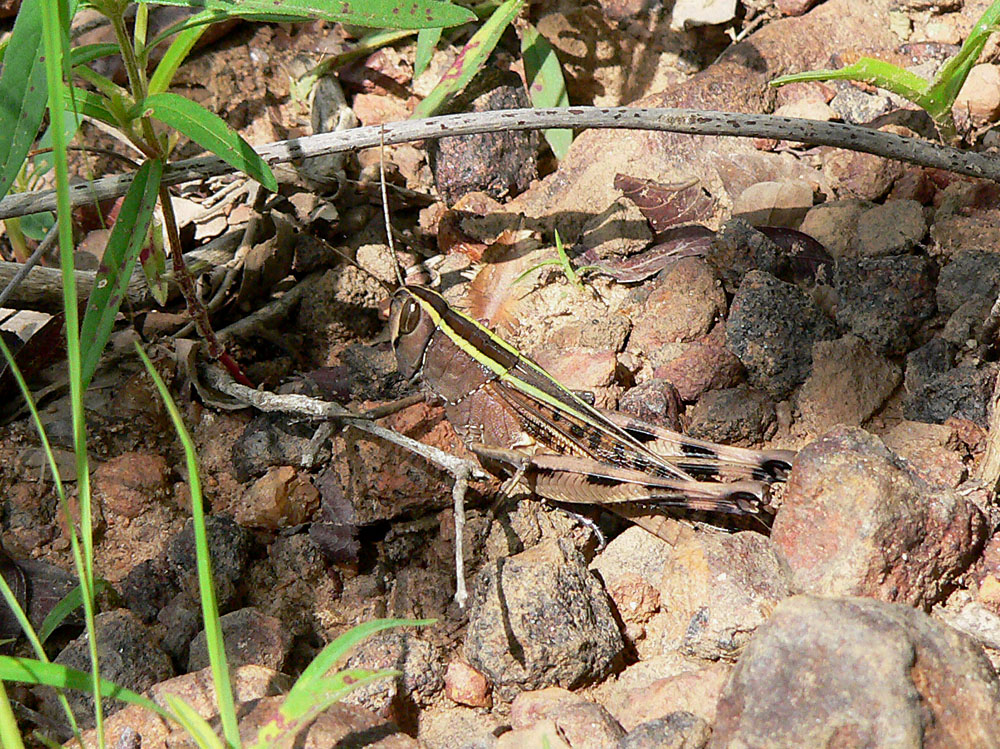
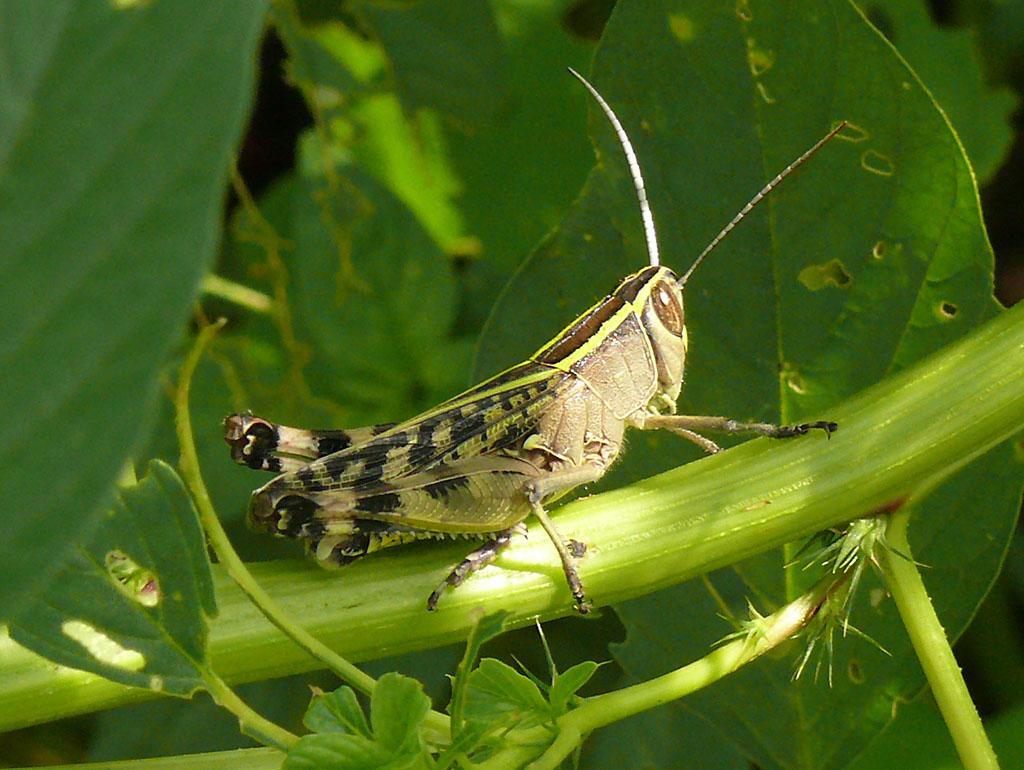